# Charles Bailey
Charles Philamore Bailey  (ur. 8 września 1910 w Wanamassa, New Jersey, zm. 18 sierpnia 1993 w Marietta, Georgia w USA) – amerykański chirurg i kardiochirurg. Był innowatorem w kardiochirurgii, szczególnie w leczeniu operacyjnym zwężenia zastawki mitralnej.

## Życiorys
Charles Philamore Bailey urodził się w Wanamassa, na przedmieściach Asbury Park w stanie New Jersey, był absolwentem Uniwersytetu Rutgersa i Uniwersytetu Pensylwanii. Bailey w Philadephii z Dwightem Harkenem w Bostonie i Russellem Brockiem  w Londynie swoimi pierwszymi operacjami na zastawce mitralnej położyli podwaliny pod nowoczesne leczenie chirurgiczne schorzeń zastawki mitralnej.
Zajmował się także chirurgią naczyń wieńcowych i wykonał w 1956 pierwsze endarterektomie naczyń wieńcowych na bijącym sercu ususuwając skrzepliny i złogi wapniowe z ich światła.
Charles Bailey zmarł w sierpniu 1993 w Marietta, w stanie Georgia.